# 마사키 진자부로
마사키 진자부로(일본어: 眞崎 甚三郎, 1876년 11월 27일 ~ 1956년 8월 31일)는 일본제국 육군의 군인으로, 육군 대장이자 일본 군벌 황도파의 중심 인물이었다.

## 인물과 경력
마사키 진자부로는 1876년 사가현에서 태어났다. 1896년 일본 육군사관학교를 졸업하고 러일 전쟁에 종군하였으며, 귀국 후에는 일본 육군대학교 제19기를 졸업하였다. 이때 동기 중에선 후에 일본 육군 장성이 되는 아라키 사다오, 아베 노부유키, 혼조 시게루 등이 포함돼 있었다.
그가 군에서 맡았던 주요 직책으로는 군무국 군사 과장, 근위 보병 제1연대장, 보병 제1여단장, 일본 육군사관학교장, 일본제국 육군 제8사단장, 일본제국 육군 제1사단장, 타이완 주둔군 사령관, 참모 차장 겸 군사 참의관 등이 있으며,
특히 일본 육사 교장 시절에는 존황절대주의(尊皇絶對主義)의 육성에 힘쓰며 후에 2·26 사건의 주모자 안도 데루조(安藤 輝三), 이소베 아사이치(磯部 浅一) 등을 배출해냈다. 1932년 참모 차장이 된 후에는 아라키 사다오 일본 육군 대신과 함께 국가 혁신을 도모하는 황도파를 형성하였다. 세력의 확대를 도모해 중견 장교들의 신망을 책임졌지만, 후에 당파적인 행동이 반발을 사 통제파의 등장을 야기시켰다. 직위는 참모 차장이었지만, 당시 일본의 참모 총장이었던 간인노미야 고토히토 아래에서 사실상 참모 총장으로서 참모본부를 움직였고, 만주사변에서는 세력 확대를 주장했다.
1934년에는 교육 총감으로 취임해 천황기관설 문제에선 국체명징운동을 적극적으로 추진해 천황기관설을 공격하였다. 이 흐름을 염려해 일본 육군의 개혁을 단행하려고 한 오카다 내각의 하야시 센주로(林銑十郞) 일본 육군 대신과 일본 육군성 군무국장 나가타 데쓰잔(永田鉄山) 소장이 1935년 7월, 그를 육군 대장으로 승진시킴과 동시에, 육군의 세 장관 가운데 하나인 교육 총감 직에서 물러나게 하였고, 후임에 와타나베 조타로(渡辺錠太郎)를 앉혔다. 이 인사에 반발한 황도파의 아이자와 사부로(相沢三郎) 일본 육군 중령이 8월 아이자와 사건을 일으켜 나가타 데쓰잔을 살해하였다.
이후 육군의 개혁에 반발한 황도파의 청년 장교들에 의해 2·26 사건 이 일어났고, 마사키 자신은 이 사건에 직접적으로 가담하지 않았다고 하나, 진위는 분명하지 않다. 그는 반란의 주모자인 안도 아키라와 아소베 아사이치 등의 실행 지지와 받아들이는 태도를 사건 전부터 나타내었고, 내각 조성 명령을 기대하면서 행동하였다.
이것이 원인이 돼 1936년 7월 구류되어 헌병대 본부의 조사를 받은 후 반란 방조로 군법 회의에 기소되었지만, 사건 관여를 부인하였다. 논고 구형을 통해 금고 13년형을 받았지만, 1937년 9월의 판결로 무죄가 되었다. 그러나, 이 결과로 인해 황도파의 힘이 쇠약해지고 통제파의 힘이 강화되었다.
항복 후인 1945년 11월 19일, A급 전범으로서 체포 명령이 발령돼 스가모 형무소에 입소하였다. 그러나 극동 국제 군사 재판에선 불기소 처분되었고, 1956년 사망하였다.

## 같이 보기
- 황도파
- 통제파
- 아라키 사다오
- 나가타 데쓰잔
- 도조 히데키
- 2·26 사건